# British Home Championship 1885
De British Home Championship van 1885 was de 2e editie van de British Home Championship. Het toernooi werd gehouden van 28 februari tot en met 11 april 1885. Schotland werd kampioen.

## Eindstand
| Team      | Gsp | W | G | V | DV | DT | DS  | Ptn |
| --------- | --- | - | - | - | -- | -- | --- | --- |
| Schotland | 3   | 2 | 1 | 0 | 17 | 4  | +13 | 5   |
| Engeland  | 3   | 1 | 2 | 0 | 6  | 2  | +4  | 4   |
| Wales     | 3   | 1 | 1 | 1 | 10 | 11 | –1  | 3   |
| Ierland   | 3   | 0 | 0 | 3 | 4  | 20 | –16 | 0   |

## Wedstrijden
|                                                     |                                                                              |       |         |                                                                                    |
| 28 februari 1885 «onderlinge duels» 15:15 uur (UTC) | Engeland                                                                     | 4 – 0 | Ierland | Whalley Range, Manchester Toeschouwers: 6.000 Scheidsrechter: James McKillop (SCO) |
| 28 februari 1885 «onderlinge duels» 15:15 uur (UTC) | Charlie Bambridge 43' Ben Spilsbury 75' William Eames 77' (e.d.) Jimmy Brown |       |         | Whalley Range, Manchester Toeschouwers: 6.000 Scheidsrechter: James McKillop (SCO) |

|                                                  |                   |       |                 |                                                                                  |
| 14 maart 1885 «onderlinge duels» 15:30 uur (UTC) | Engeland          | 1 – 1 | Wales           | Leamington Road, Blackburn Toeschouwers: 7.500 Scheidsrechter: Alex Stuart (SCO) |
| 14 maart 1885 «onderlinge duels» 15:30 uur (UTC) | Clem Mitchell 35' |       | 37' Job Wilding | Leamington Road, Blackburn Toeschouwers: 7.500 Scheidsrechter: Alex Stuart (SCO) |

|                                                  | |       |                      |                                                                             |
| 14 maart 1885 «onderlinge duels» 15:30 uur (UTC) | Schotland | 8 – 2 | Ierland              | Hampden Park, Glasgow Toeschouwers: 6.000 Scheidsrechter: John Harvey (ENG) |
| 14 maart 1885 «onderlinge duels» 15:30 uur (UTC) | Alexander Barbour 10' Willie Turner 12' Alex Higgins 15', 53', 60', 70' John McPherson 35' Bobby Calderwood 51' |       | 85', 90' Johnny Gibb | Hampden Park, Glasgow Toeschouwers: 6.000 Scheidsrechter: John Harvey (ENG) |

|                                                  |                       |       |                 |                                                                                          |
| 21 maart 1885 «onderlinge duels» 15:30 uur (UTC) | Engeland              | 1 – 1 | Schotland       | Kennington Oval, Lambeth, Londen Toeschouwers: 8.000 Scheidsrechter: John Sinclair (IRL) |
| 21 maart 1885 «onderlinge duels» 15:30 uur (UTC) | Charlie Bambridge 57' |       | 20' Joe Lindsay | Kennington Oval, Lambeth, Londen Toeschouwers: 8.000 Scheidsrechter: John Sinclair (IRL) |

|                                                  |                  |       |                                                                                             |                                                                                   |
| 23 maart 1885 «onderlinge duels» 15:30 uur (UTC) | Wales            | 1 – 8 | Schotland                                                                                   | Racecourse Ground, Wrexham Toeschouwers: 2.000 Scheidsrechter: Robert Sloan (ENG) |
| 23 maart 1885 «onderlinge duels» 15:30 uur (UTC) | Robert Jones 50' |       | 8', 80' Bobby Calderwood 20', 76' Willie Anderson 30' David Allan 54', 84', 88' Joe Lindsay | Racecourse Ground, Wrexham Toeschouwers: 2.000 Scheidsrechter: Robert Sloan (ENG) |

|                                                       |                                |       | |                                                                                    |
| 11 april 1885 «onderlinge duels» 15:30 uur (UTC–0:25) | Ierland                        | 2 – 8 | Wales                                                                                              | Ballynafeigh Park, Belfast Toeschouwers: 1.500 Scheidsrechter: John McDowall (SCO) |
| 11 april 1885 «onderlinge duels» 15:30 uur (UTC–0:25) | Tom Molyneux 23' Alex Dill 40' |       | 50' William Owen 52', 59', 60' Herbert Sisson 55', 64' John Roach 69' Tom Burke 89' Humphrey Jones | Ballynafeigh Park, Belfast Toeschouwers: 1.500 Scheidsrechter: John McDowall (SCO) |